# Secamone betamponensis
Secamone betamponensis är en oleanderväxtart som beskrevs av Choux. Secamone betamponensis ingår i släktet Secamone och familjen oleanderväxter. Inga underarter finns listade i Catalogue of Life.